# 豊岡市立竹野小学校
豊岡市立竹野小学校（とよおかしりつたけのしょうがっこう）は、かつて兵庫県豊岡市竹野町竹野300にあった公立小学校。

## 沿革
竹野小学校タイムマシン

## 学区
豊岡市竹野町須谷、和田、阿金谷、羽入、松本、草飼、宇日、田久日、竹野、切濱、濱須井、奥須井、林、金原、東大谷、下塚、轟、鬼神谷、小丸、芦谷、須谷、椒、段、三原、川南谷、桑野本、大森、須野谷、門谷、河内、御又、小城、二連原、森本及び坊岡

## 学区が隣接している学校
- 豊岡市立港小学校
- 豊岡市立城崎小学校
- 豊岡市立五荘小学校
- 豊岡市立八代小学校
- 豊岡市立清滝小学校
- 香美町立射添小学校
- 香美町立香住小学校